# Kadudampit (Saketi)
Kadudampit is een bestuurslaag in het regentschap Pandeglang van de provincie Banten, Indonesië. Kadudampit telt 5015 inwoners (volkstelling 2010).